# Seis yogas de Naropa
As Seis Yogas de Naropa (tibetano: na-ro'i-chos-drug), também conhecidas como os Seis Dharmas de Naropa, descrevem um conjunto de avançadas meditações tântricas compiladas na época do monje e místico Indiano Naropa (1016-1100), e que foram transmitidas a seu estudante Marpa o tradutor. Naropa forma parte da Guirnalda Dourada, que significa que é o sustentador da linhagem Kagyu do Budismo Tibetano, foi considerado um grande acadêmico, assim como um grande meditador, é também conhecido por haver enumerado e desenvolvido as Seis Yogas de Naropa. Estas práticas foram desenhadas para ajudar a realizar de manera rápida a iluminação.

## Classificação
- Tummo (Tib:gtum-mo) — Yoga do Magnetismo Interno (ou calor Místico).[2] Tumo se relaciona com a descrição das sensações de intenso calor no corpo, dizem ser um efeito parcial da circulação do prana pelos chakras. Consiste em "gerar", com a "visualização", em tal caso, se costuma imaginar uma esfera luminosa e quente no interior do corpo, a esfera imaginada é constituída pelo prana que se aspira e é distribuída mediante "técnicas" precisas baseadas no exercício da respiração, o relaxamento e a atenção fixa em determinadas partes do cuerpo. O calor psíquico ou Tummo se considera que é a base fundamental para a abertura dos chakras e de fazer com que se absorva mais os Ensinamentoss das Seis Yogas de Naropa.

- Gyulu (Tib:sgyu-lus) — Yoga do Corpo Ilusório. Através da análise do reflexo no espelho, o praticante visualiza imagens de sua própria não-dualidade. Gyulu é essencialmente um tipo de pensamento prático, se o aspirante trabalha em si como uma ilusão, de natureza nula (shunyata) do samsara e se desapega do reino da dualidade. Para os que participam desta prática, sua mundana dualidade se resolve no mistério do primordial ou não dual , enquanto estiver em corpo físico.
- Ösel (Tib:hod-gsal) — Yoga da Clara Luz ou da Luz Radiante. No alcance desta etapa de purificação nesta vida, uma pessoa pode aprender a reconhecer a Clara Luz, que costuma aparecer sob diversas formas durante o Bardo (estado intermediário) do morrer. O aperfeiçoamento desta prática é conhecida como Od Säl em tibetano: reconhecer, visualizar, e ser capaz de celebrar a visão da luz inata em seus diferentes aspectos. Na tradição budista, acredita-se que revela a vacuidade e a luminosidade natural, a verdadeira natureza da mente. Os não praticantes percebem somente um flash de luz branca no momento da morte.